# Zervakis & Opdenhövel. Live.
Zervakis & Opdenhövel. Live. (kurz auch #ZOL) war eine Infotainmentsendung, die von September 2021 bis Dezember 2023 auf ProSieben ausgestrahlt wurde. Sie wurde von Linda Zervakis und Matthias Opdenhövel moderiert.

## Hintergrund

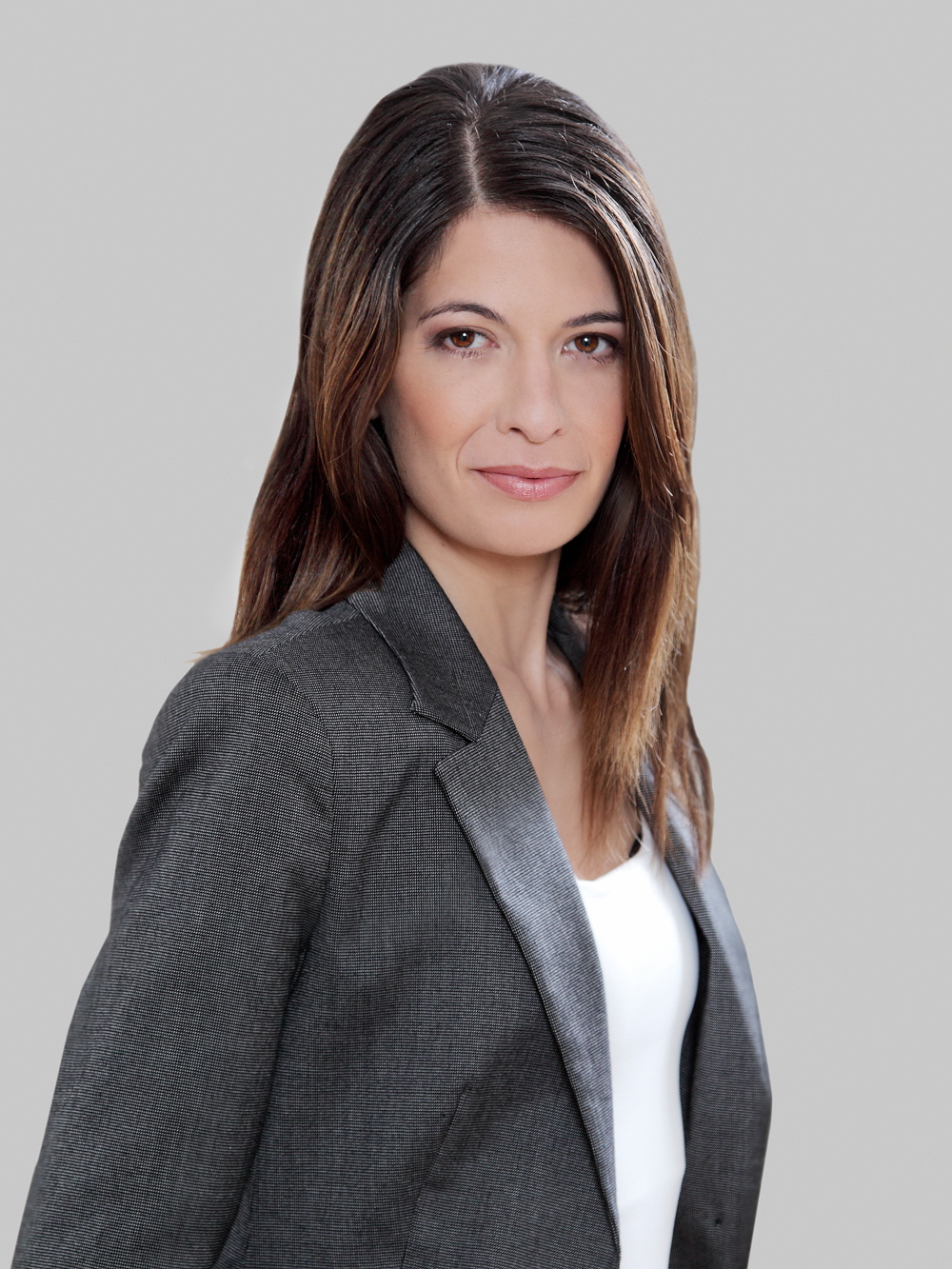
Die Moderatoren Linda Zervakis …
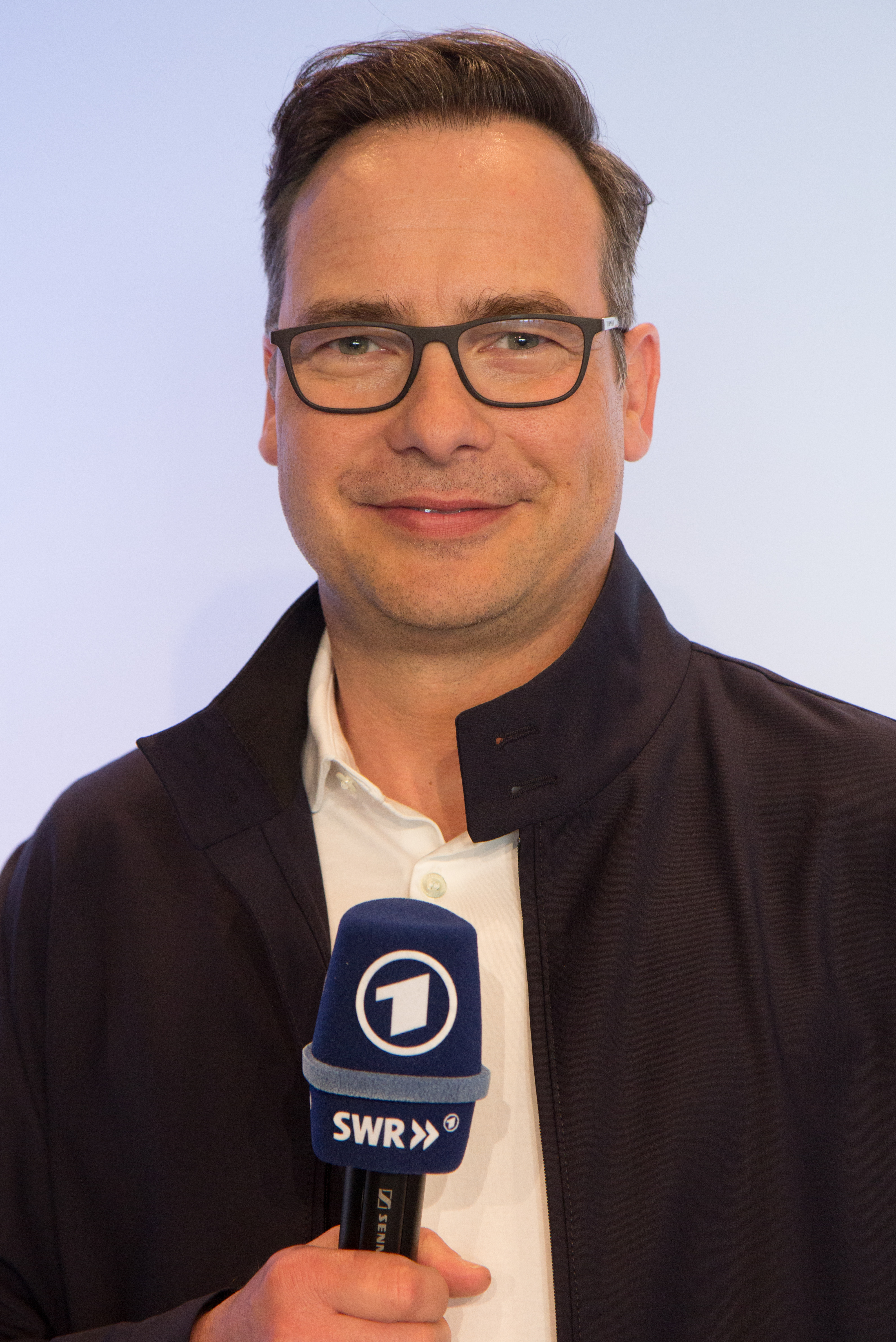
… und Matthias Opdenhövel

Im April 2021 kündigte ProSieben eine neue Infotainmentsendung mit dem Titel Zervakis & Opdenhövel. Live. für Herbst 2021 an. Der Titel ergibt sich aus den Namen von Linda Zervakis und Matthias Opdenhövel, die die Moderation übernahmen. Die Ausstrahlung erfolgte zu Beginn wöchentlich am Montag zur Hauptsendezeit um 20:15 Uhr per Liveübertragung aus Unterföhring. Ab dem 10. November 2021 war der neue Sendeplatz mittwochs um 21:15 Uhr. Produziert wurde die Sendung von RedSeven Entertainment, einer Produktionsgesellschaft der ProSiebenSat.1 Media SE.
Die erste Ausgabe wurde am 13. September 2021 gesendet. Im März 2022 wurde die Sendezeit von 120 Minuten auf 75 Minuten verkürzt. Ab dem 12. Oktober 2022 ist die Sendezeit weiter auf 45 Minuten geschrumpft.
Am 10. November 2023 wurde bekannt, dass die Sendung mit der 77. Ausgabe am 20. Dezember eingestellt wird.

## Inhalt der Sendung
Die Sendung befasste sich mit aktuellen und gesellschaftlichen Themen. Ziel war etwa die Einordnung komplizierter Sachverhalte beispielsweise durch Einspielfilme und Gespräche mit Studiogästen.